# Logania javanica
Logania javanica är en fjärilsart som beskrevs av Hans Fruhstorfer 1914. Logania javanica ingår i släktet Logania och familjen juvelvingar. Inga underarter finns listade i Catalogue of Life.